# يونان الفنار

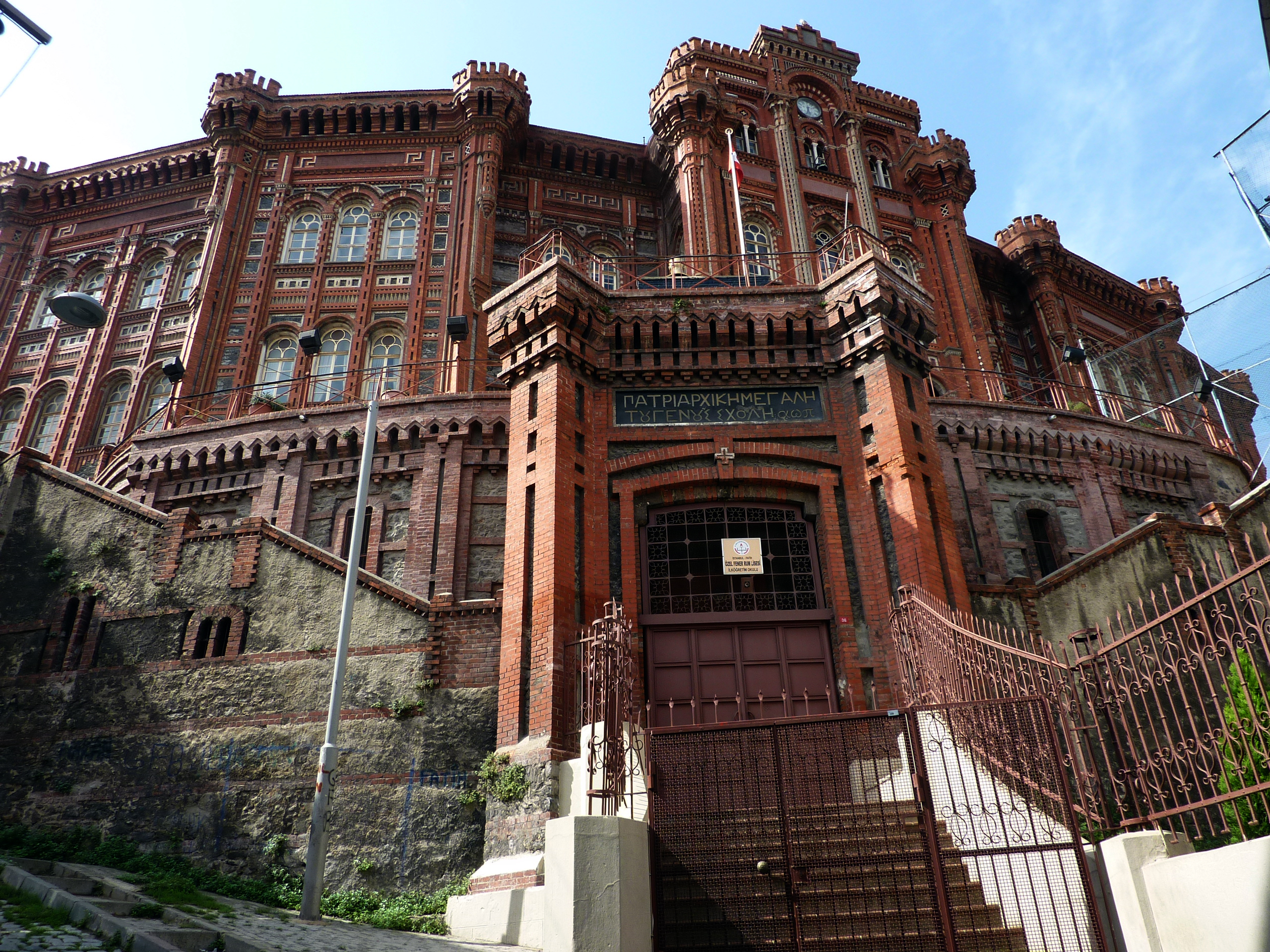
مدرسة القديس جورج قرب البطريركية فقد كان يونانيو الفنار الطبقة المتعلمة في اسطنبول.

الفناريون أو يونانيون الفنار (باليونانية: Φαναριώτες، بالرومانية: Fanarioţi، بالتركية: Fenerliler) هم أبناء عائلات يونانية أرستقراطية سكنت في حي الفنار في مدينة إسطنبول، وحي الفنار هو مركز بطريركية القسطنطينية المسكونية، أي مركز الأرثوذكسية الشرقية. كان لهذه العائلات نفوذ سياسي داخل الدولة العثمانية ونفوذ ديني في تعيين البطريرك، الزعيم المسيحي الأبرز في الدولة العثمانية. أحتل الفناريون تقليديًا أربع وظائف ذات أهمية كبرى في الدولة العثمانية: وهي الترجمان، وترجمان الأسطول، وحكام مولدوفا وحكام الأفلاق.
ظهر الفناريين كطبقة من التجار اليونانيين (معظهم من أصول بيزنطية نبيلة) في النصف الثاني من القرن السادس عشر، وسطع نجمها لتمارس تأثير كبير في إدارة الولايات الخاصعة لسيطرة الدولة العثمانية في البلقان في القرن الثامن عشر. كانت عائلات حي الفنار يونانية العرق وبالتالي ارتبطت ثقافيًا بالحضارة الهلنستية والحضارة الغربية؛ وشكلّت الطبقة المتعلمة والمثقفة في الدولة العثمانية مما أفسح لها نقوذ سياسي وثقافي.
اشتغل أفراد هذه العائلات في التجارة والصيرفة وفي السياسة والتعليم، حيث كان ينتمي الأغلبيّة منهم إلى عائلات من أصول النبلاء البيزنطيين. وإعتنق يونانيون الفنار الديانة المسيحية، على مذهب الكنيسة اليونانية الأرثوذكسية وأرتبطوا مع بطريركية القسطنطينية المسكونية.